# Pardubice
Pardubice er en by i det centrale Tjekkiet med et indbyggertal (pr. 2005) på ca 88.000. Byen ligger i regionen, der ligeledes hedder Pardubice, ved bredden af floden Elben.